# 厚頭平鮋
厚頭平鮋（學名：Sebastes pachycephalus）為平鮋科平鮋屬的其中一種，為亞熱帶海水魚，分布於西北太平洋日本、韓國海域，體長可達42公分，棲息在水淺的岩礁區，卵胎生，生活習性不明，可做為食用魚。